# Американско списание за психотерапия
Американският журнал по психотерапия е официален журнал на Асоциацията за напредване в психотерапията в Ню Йорк, САЩ.
Създаден е през 1939 г. Илиза 4 пъти в годината. В журнала се публикуват прегледи на психотерапиите, включително множество течения, техники и други.